# Милица Тепић
Милица Тепић, родом из Комленца, позната и као Мајка Кнежопољка, овековечена је на ратној фотографији Жоржа Скригина у јануару 1944. године у Скендер Вакуфу. Фотографија кроз лик мајке Милице са сином Бранком на леђима и кћерком Драгицом, представља симбол страдања у Другом свјетском рату народа Козаре и Поткозарја, као и целе Југославије.
Поред фотографије као сведочанства борбе за опстанак самохране мајке, о њеној судбини, посведочио је њен син Бранко у интервју датом 2008. године дневном листу Политика. По његовој причи мајка је због претњи Усташа, 1942. године, у време кад је његов отац био борац Козарског партизанског одреда, избегла из Босанске Дубице у Гарешницу, у Мославини. Кућа у којој су живели до одласка у избеглиштво била је спаљена и они су се до краја рата кретали по Козари тражећи смештај и помоћ у храни. Том приликом у једном од збегова, у околини села Кнежица, срео их је Скригин и направио неколико фотографија. После рата вратили су се на окућницу, где је после три године Милица умрла, а деца била смештена код ујака у Босанску Дубицу.
Фотографија као сведок страдања и борбе за опстанак налази се као један од експоната у Музеју холокауста у Аушвицу.